# Кончаловский, Максим Петрович

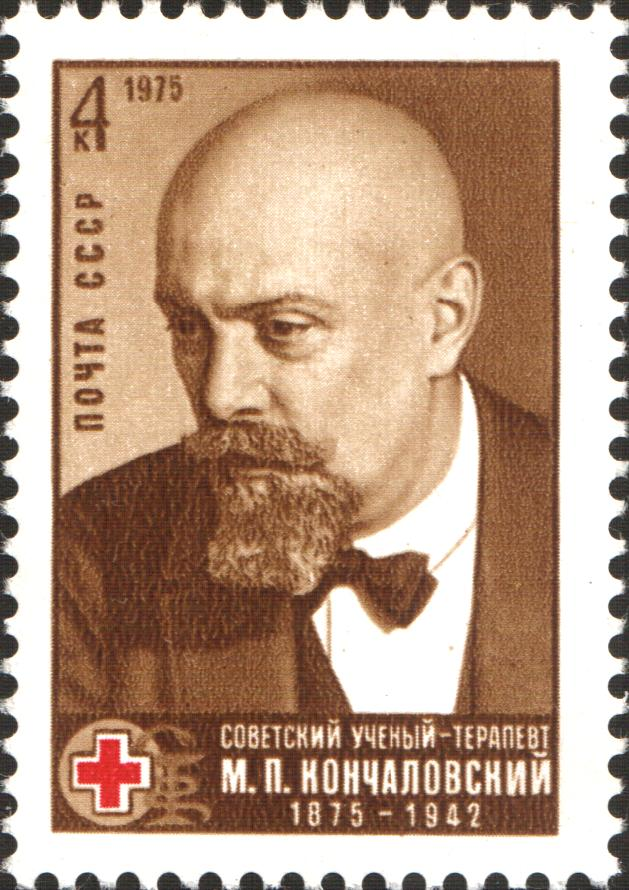
Почтовая марка СССР, 1975 год: 100-летие со дня рождения М. П. Кончаловского

Макси́м Петро́вич Кончало́вский (1 (13) октября 1875, Одесса — 29 ноября 1942, Москва) — русский и советский врач, медик, профессор МГУ, крупный клиницист, основатель школы клиники внутренних болезней.

## Биография

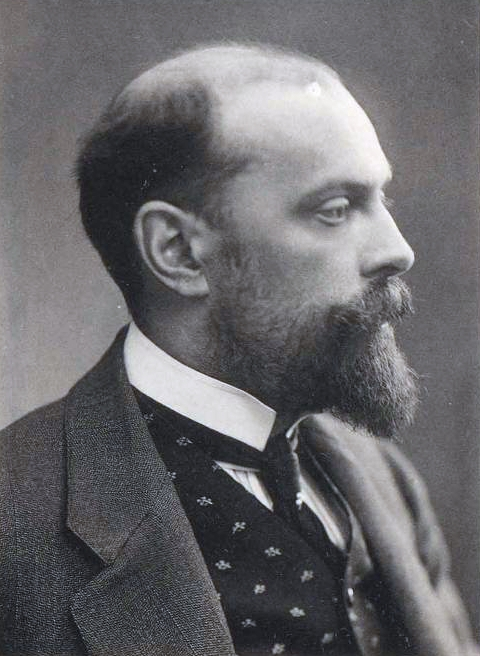
М. П. Кончаловский, 1911

Родился в 1875 году в Одессе в семье известного российского издателя и переводчика Петра Петровича Кончаловского (старшего). Старший брат художника Петра Кончаловского и историка Дмитрия Кончаловского.
В 1899 году окончил медицинский факультет Московского университета, где учился на кафедре В. Д. Шервинского. В 1911 году защитил докторскую диссертацию «Желудочная ахилия», в которой трактовал клинические вопросы с точки зрения нервно-рефлекторных закономерностей. Работал в факультетской терапевтической клинике Московского университета под руководством В. Д. Шервинского, А. А. Остроумова и Л. Е. Голубинина. С 1912 года — приват-доцент (прочитал пробную лекцию для получения этого звания на тему: "О секреторных неврозах желудка). В 1918—1928 годах — профессор 2-го МГУ, декан медицинского факультета. В 1929—1942 годах заведовал кафедрой факультетской терапевтической клиники сначала 1-го МГУ, а затем 1-го МОЛМИ.
С 1924 по 1931 год был председателем Московского терапевтического общества. Участник международных медицинских конгрессов в Мадриде и Париже, инициатор и организатор 4-го конгресса по ревматизму в Москве (1934), участник 5-го конгресса по ревматизму в Стокгольме (1936). В своих трудах разрабатывал вопросы этиологии и патогенеза болезни, высказываясь о проблемах разумной организации лечения больного, о профилактике заболеваний. Впервые обосновал понятие о синдроме. Свое первое сообщение о гепатолиенальном синдроме он представил на Х съезде российских терапевтов в Ленинграде в 1926 году.
Вопросы функциональной диагностики, разработанные М. П. Кончаловским, его взгляды на лечение и профилактику внутренних болезней оказали большое влияние на представителей его школы[уточнить]. Особое значение придавал он установлению диагноза заболевания и выявлению индивидуальных особенностей организма.
М. П. Кончаловский обладал выдающимся педагогическим даром. Обобщив огромный педагогический опыт, в 1935—1937 годах издал трёхтомник клинических лекций: первый том посвящён заболеваниям сердечно-сосудистой системы, второй — заболеваниям желудочно-кишечного тракта, почек, желез внутренней секреции, третий — заболеваниям органов дыхания, кроветворения. Под его редакцией в 1933 году издан учебник по внутренним болезням. В 1934 году за заслуги в медицине был удостоен звания заслуженного деятеля науки.
М. П. Кончаловский участвовал в травле учёного мирового масштаба  А. А. Замкова (мужа скульптора В. И. Мухиной). В 1937 году опубликовал в газете «Медицинский работник» статью «Невежество или шарлатанство?», в которой, как потом выяснилось ошибочно, не оставлял камня на камне от гравиданотерапии Замкова.
Был редактором и соредактором ряда ведущих периодических научных и научно-популярных изданий, таких как «Советская клиника», «Врачебное дело», «Большая медицинская энциклопедия», «Библиотека практического врача».
Научные труды М. П. Кончаловского охватывают все разделы внутренней медицины. Среди его учеников — Е. М. Тареев, В. Н. Смотров, С. А. Поспелов, С. А. Гиляровский, А. Г. Гукасян, А. А. Багдасаров, З. А. Боднарь, Н. М. Кончаловская, М. С. Дульцин, Г. П. Шульцев.
С 1929 года профессор Кончаловский жил в одном из первых в Москве кооперативных домов на Большой Молчановке, д. 24.
Скончался от гипертонической болезни, которой страдал много лет. Похоронен на Новодевичьем кладбище.

## Награды и звания
- Орден Трудового Красного Знамени (11.10.1940) — за выдающиеся заслуги в деле развития медицинской науки и подготовки медицинских кадров.

## Общественное признание
3 октября 2012 года городская межведомственная комиссия по наименованию территориальных единиц, улиц, станций метрополитена, организаций и других объектов города Москвы решила «Присвоить Государственному бюджетному учреждению здравоохранения города Москвы „Городская клиническая больница № 63 Департамента здравоохранения города Москвы“ имя заслуженного деятеля науки РСФСР, профессора Максима Петровича Кончаловского».
Городской клинической больнице № 3 в Зеленограде 31 января 2017 года приказом № 46 Департамента здравоохранения Москвы присвоено имя М. П. Кончаловского.
4 сентября 2017 года на Большой Молчановке, дом 24 открыта мемориальная доска М. П. Кончаловскому.

## Семья[4]
Отец — Пётр Петрович Кончаловский (старший) (1839—1904). 
Мать — Акилина Максимовна Копанева (1850—1923).
Жена — Софья Петровна Кончаловская (Вышеславцева, 1882—1957).
Дочь — Татьяна Максимовна Кончаловская (1904—1971), глухая с рождения, художник.
Дочь — Нина Максимовна Хлыстова (Кончаловская) (1908—1994), терапевт, доктор медицинских наук, профессор 1-го ММИ, Института гигиены труда и профессиональных заболеваний АМН СССР.
Внук — Максим Владимирович Кончаловский (род. 1940), российский пианист и художник, ректор Института художественного творчества при Академии изящных искусств. Почётный член Правления ЦДРИ.